# 德赖登陨石坑
德赖登陨石坑（Dryden）是位于月球背面南半部的一座大撞击坑，约形成于38-32亿年前的晚雨海世，其名称取自美国航空领域科学家，曾担任美国航空航天局代理署长的休·拉蒂默·德赖登博士（1898年－1965年），1970年被国际天文学联合会批准接受。

## 描述

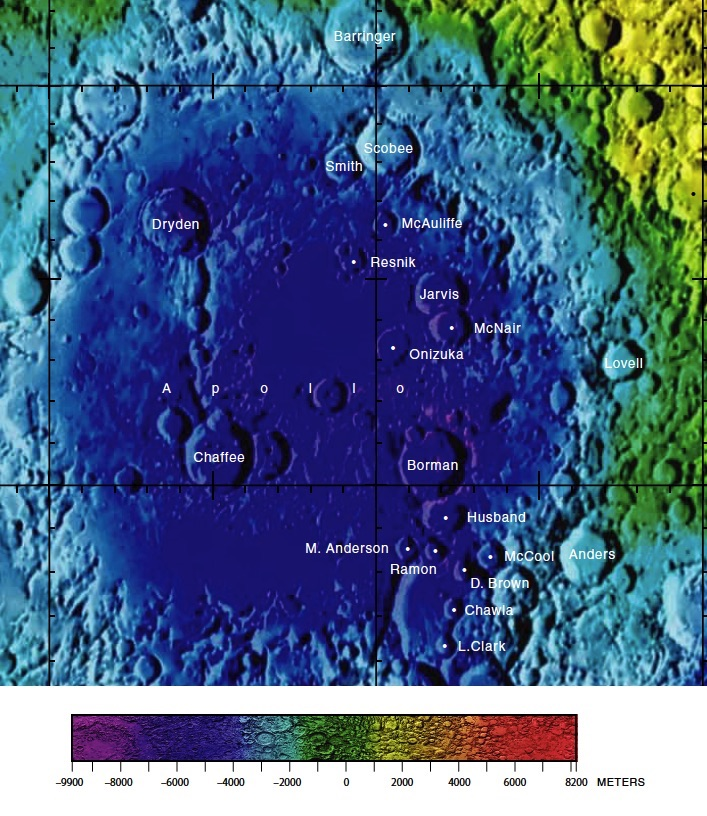
德赖登陨石坑的周边，月球背面区域详图。

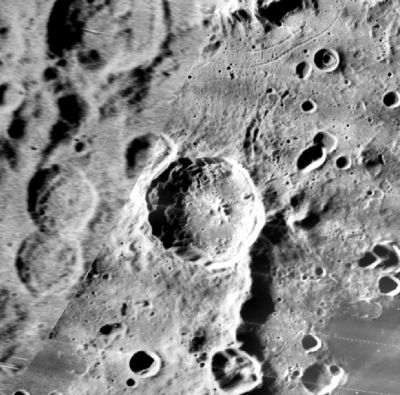
行星-A-地图照片，中间为德赖登陨石坑。

该陨坑位于巨大的阿波罗环形山内，是一系列以与阿波罗计划有关人员名字所命名的陨坑之一。阿波罗环形山自身有一圈内环，德赖登陨石坑就连接在该圈环形山脉的西北偏西段，沿内环往南则横跨了查菲环形山。德赖登陨石坑的西侧坐落了直径201公里的奥本海默环形山、东北则毗邻较大巴林杰环形山，在它的东面分布了七座较小的，以挑战者号航天飞机失事罹难乘员命名的陨石坑：斯科比、史密斯、麦考利夫、蕾斯尼克、贾维斯、麦克内尔和鬼冢承次。该陨坑中心月面坐标为33°13′S 156°09′W / 33.21°S 156.15°W，直径54.45公里，深度约2.41公里。
德赖登陨石坑外观大体呈不规则圆状，其边缘稍显参差凹凸，其中最突出的是向内坍塌的东侧段。但整体坑壁没有明显的磨损，壁沿仍保持峻峭侧立，东南侧外壁连接在阿波罗环形山内环所构成的山脊上。该陨坑内侧坡面较为平缓，显示有一些阶地状残迹，沿坡底分布有一圈岩屑堆。坑壁最大高出周边地形1160米，内部容积约2436立方千米。坑内地表除东南部较为崎岖外，其余地区相对平坦，表面散布有一些细小的撞击坑，坑底中心点偏东北坐落了一座较大的中央峰。

## 卫星陨石坑
按惯例，最靠近德赖登陨石坑的卫星坑将在月图上以字母标注在它的中心点旁边。
| 德赖登 | 纬度    | 经度     | 直径    |
| ------ | ------- | -------- | ------- |
| S      | 33.8° S | 158.8° W | 30 公里 |
| T      | 32.8° S | 158.6° W | 35 公里 |
| W      | 31.0° S | 158.5° W | 30 公里 |

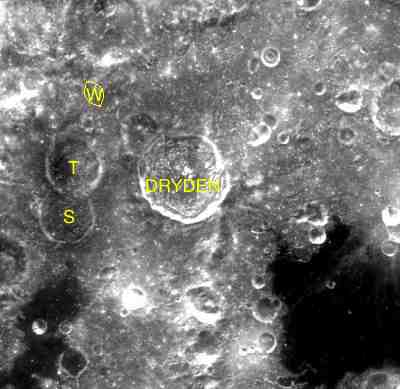
行星-A-地图照片

- 卫星坑“德赖登 S”、“德赖登 T”和“德赖登 W”约形成于酒海纪[1]。

## 另请参阅
- Andersson, L. E.; Whitaker, E. A. . NASA RP-1097. 1982.
- Blue, Jennifer. . USGS. July 25, 2007  [2007-08-05]. （原始内容存档于2013-02-13）.
- Bussey, B.; Spudis, P. . New York: Cambridge University Press. 2004. ISBN 978-0-521-81528-4.
- Cocks, Elijah E.; Cocks, Josiah C. . Tudor Publishers. 1995. ISBN 978-0-936389-27-1.
- McDowell, Jonathan. . Jonathan's Space Report. July 15, 2007  [2007-10-24]. （原始内容存档于2018-12-25）.
- Menzel, D. H.; Minnaert, M.; Levin, B.; Dollfus, A.; Bell, B. . Space Science Reviews. 1971, 12 (2): 136–186. Bibcode:1971SSRv...12..136M. doi:10.1007/BF00171763.
- Moore, Patrick. . Sterling Publishing Co. 2001. ISBN 978-0-304-35469-6.
- Price, Fred W. . Cambridge University Press. 1988. ISBN 978-0-521-33500-3.
- Rükl, Antonín. . Kalmbach Books. 1990. ISBN 978-0-913135-17-4.
- Webb, Rev. T. W.  6th revised. Dover. 1962. ISBN 978-0-486-20917-3.
- Whitaker, Ewen A. . Cambridge University Press. 1999. ISBN 978-0-521-62248-6.
- Wlasuk, Peter T. . Springer. 2000. ISBN 978-1-85233-193-1.